# Collective Soul (2009)
Collective Soul — восьмий студійний альбом американської групи Collective Soul, який вийшов 25 серпня 2009 року.

## Композиції
1. Welcome All Again - 3:54
2. Fuzzy - 3:59
3. Dig - 3:18
4. You - 3:51
5. My Days - 3:42
6. Understanding - 4:23
7. Staring Down - 3:35
8. She Does - 3:26
9. Lighten Up - 3:36
10. Love - 3:32
11. Hymn for My Father - 2:53